# 伊里瓦倫市

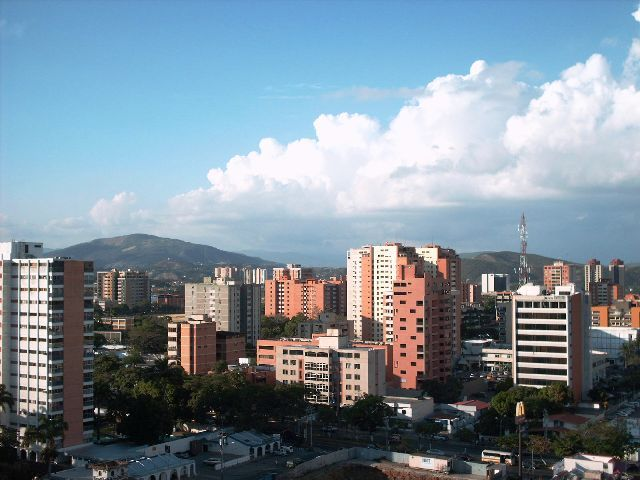

伊里瓦倫市（西班牙語：Municipio Iribarren），是委內瑞拉的一個市，位於該國西部拉臘州，首府設於巴基西梅托，面積2,760平方公里，2007年人口1,027,022，人口密度每平方公里370人。